# Raymonde Dien

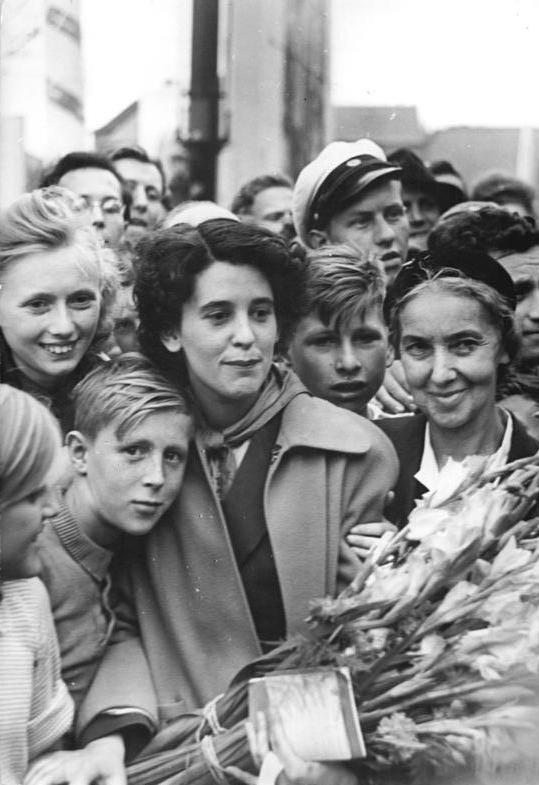
Raymonde Dien tại Đông Berlin. Tháng 8, 1951.

Raymonde Dien (nhũ danh Raymonde Huberdeau) (sinh ngày 13 tháng 5 năm 1929 - mất ngày 19 tháng 8 năm 2022)  tại Pháp là một người phụ nữ (đảng viên Đảng Cộng sản Pháp) đã tham gia phong trào đấu tranh chống Pháp tái xâm lược Việt Nam.

## Hoạt động
Năm 1949, tại một nhà ga xe lửa ở Paris, Raymonde Dien đã vận động nhiều người chặn đoàn xe chở vũ khí sang Việt Nam. Khi đoàn tàu vào nhà ga này, Raymonde Dien đã nằm xoài xuống, vắt ngang thân mình qua đường sắt. Đoàn tàu phải dừng lại.
Raymonde Dien sau đó bị bắt. Toà án quân sự kết án bà một nǎm tù. Nhân dân khắp nước Pháp hưởng ứng hành động của bà và đấu tranh đòi thả bà. Ngày 24 tháng 12 năm 1950 Raymonde Dien được trả tự do trước khi hết hạn tù.
Raymonde Dien  qua đời ngày 19 tháng 8 năm 2022, hưởng thọ 93 tuổi.

## Các tác phẩm
Năm 2013, Raymonde Dien xuất bản hồi ký Un train pour l'Indépendance, la Paix et le bonheur (Chuyến tàu cho độc lập, tự do và hạnh phúc).

## Vinh danh
- Tại Việt Nam:
  - Ngày 2 tháng 9 năm 2004, Raymonde Dien và Henri Martin đã vinh dự nhận Huân chương Hữu nghị do Nhà nước Việt Nam trao tặng[4].
  - Tên bà hiện nay được đặt cho một con đường tại Quận 7, Thành phố Hồ Chí Minh, tuy nhiên biển tên đường bị ghi sai thành Raymondienne[5]. Tháng 9 năm 2020, chính quyền Thành phố Hồ Chí Minh quyết định sửa lại thành tên đúng[6].
- Tại Liên Xô:
  - Năm 1953, Valerian Kirhoglani đã tạc một bức tượng Dien, được dựng ở công viên Moskovsky Victory Park ở Sankt Peterburg. Bức tượng mô tả Dien với tư thế đang nằm xoài ra trên đường sắt. Bức tượng có một phiên bản ở Zelenogorsk.
- Tại Pháp :  một con phố ở Saint-Pierre-des-Corps mang tên 23 tháng 2 năm 1950.

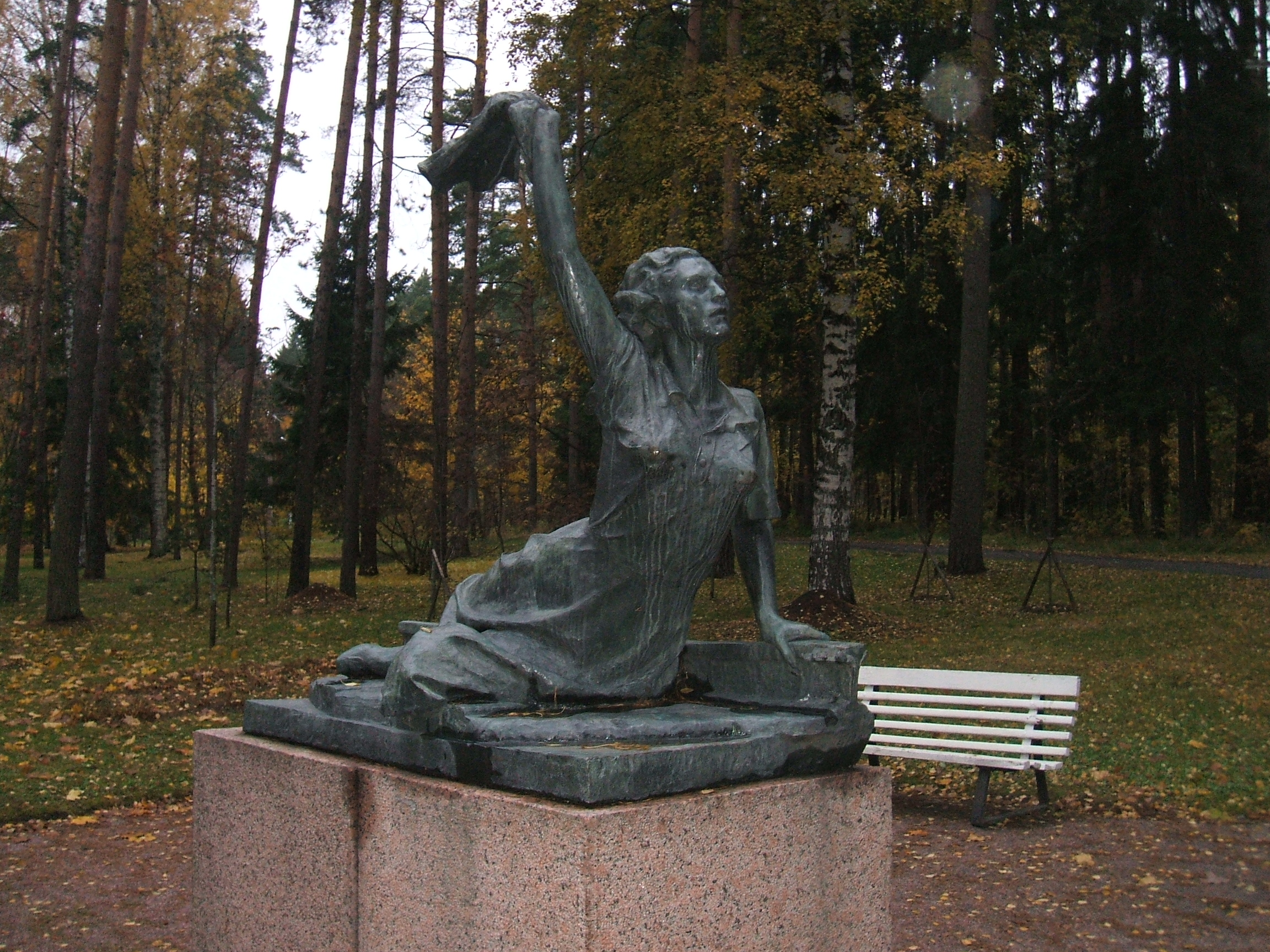
Tượng ở Zelenogorsk.
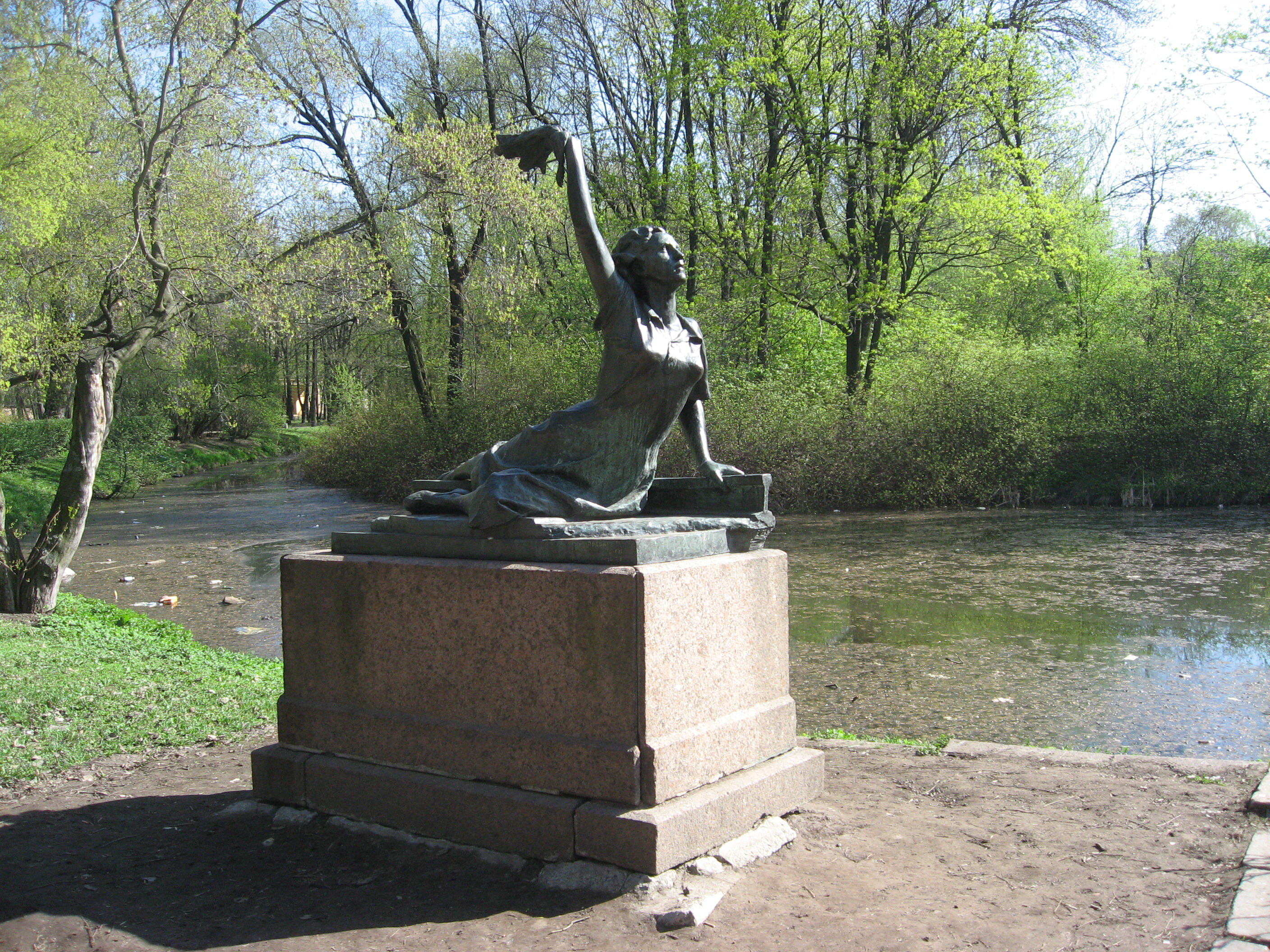
Tượng ở Sankt Peterburg.